# إبرة فيريس

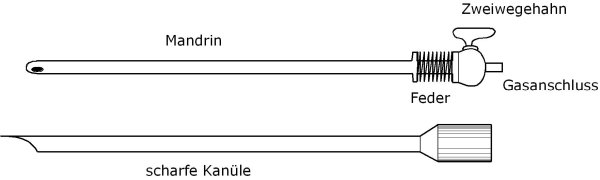
إبرة فيريس

إبرة Veress أو إبرة Veres  هي إبرة مزودة بنابض تستخدم لإنشاء استرواح في الصفاق للجراحة التنظيرية. ومن المقاربات الثلاثة العامة للدخول بالمنظار، تعد تقنية إبرة Veress هي الأقدم والأكثر تقليدية.

## التاريخ
تم تطوير الأداة لأول مرة في عام 1932 بواسطة János Veres (1903-1979)، وهو طبيب باطني من المجر يعالج مرضى السل.   في ذلك الوقت، كانت إحدى الدعائم الأساسية للعلاج هي انخماص الرئة المصابة بالسل والسماح للآفات بالشفاء. تم إدخال الإبرة كأسلوب أكثر أمانًا لعلاج مرضى الاسترواح الصدري الناجم عن السل. لم تصبح الإبرة معروفة على نطاق واسع خارج المجر حتى عام 1938، عندما نشر Veres اختراعه في الأدب الألماني.
اما ستخدام إبرة فيريس في تنظير البطن لانشاء استرواح الصفاق فقدمه للمرة الأولى راؤول بالمر.

## وصف الإبرة
طول الإبر الحديثة يكون بين 12 إلى 15 سم، وقطرها الخارجي 2 مم. القنية الخارجية تتكون من راس نقطي مشطوف بشكل مائل لاختراق أنسجة جدار البطن. يتم وضع غطاء داخلي محمل بنابض داخل القنية الخارجية. يحتوي هذا المرود الداخلي على طرف كليل لحماية أي أحشاء من الإصابة بسبب القنية الخارجية الحادة. الضغط المباشر على الحافة - كما هو الحال عند اختراق الأنسجة - يدفع المرود الكليل إلى عمود القنية الخارجية. عندما يدخل طرف الإبرة حيزًا مثل التجويف البريتوني، يقفز المرود الداخلي الكليل إلى الأمام. ثم يتم ضخ ثاني أكسيد الكربون من خلال إبرة Veress لزيادة مساحة الرؤية، مما يؤدي إلى استرواح الصفاق.

## الاستخدام
في مسح كبير شمل 155987 عملية جراحية نسائية و 17216 إجراء جراحة عامة، تم استخدام تقنية إبرة فيريس في 78٪ من هذه الاجراءات. على الرغم من ان الجرحين العامين هم أكثر عرضة لاستخدام تقنيات التداخل المفتوح الا ان استخدامهم للاداة كان (48٪) مقارنة مع استخدم أطباء أمراض النساء (81٪).

## المشاكل علاجية المنشأ
أشارت العديد من الدراسات إلى أنه بالنسبة للعديد من التطبيقات الجراحية التنظيرية (مثل استئصال المرارة، وإصلاح الفتق الاربي، واستئصال الزائدة الدودية)، فإن إنشاء استرواح الصفاق باستخدام إبرة Veress ليس فعالاً وآمناً بشكل دائم مقارنة بالتقنيات الأخرى (كإدخال المبزل المباشر (DTI)).   ومع ذلك، تشير بعض الدراسات المرتقبة الأخرى إلى أنه لا يوجد فرق كبير لاحداث استرواح الصفاق بين التقنية المختارة ووقوع المضاعفات باستخدام إبرة Veress أو تقنية هاسون.  بعض المضاعفات التي يمكن العثور عليها مرتبطة بهذه الأداة:
- إصابة الاجواف المخاطية
- النزيف
- الفشل في تحقيق استرواح الصفاق
- استرواح ما قبل الصفاق
- بورم صفراوي ناجم عن انثقاب الكبد.[14]
- إصابة الأوعية الدموية